# Eurostar Italia

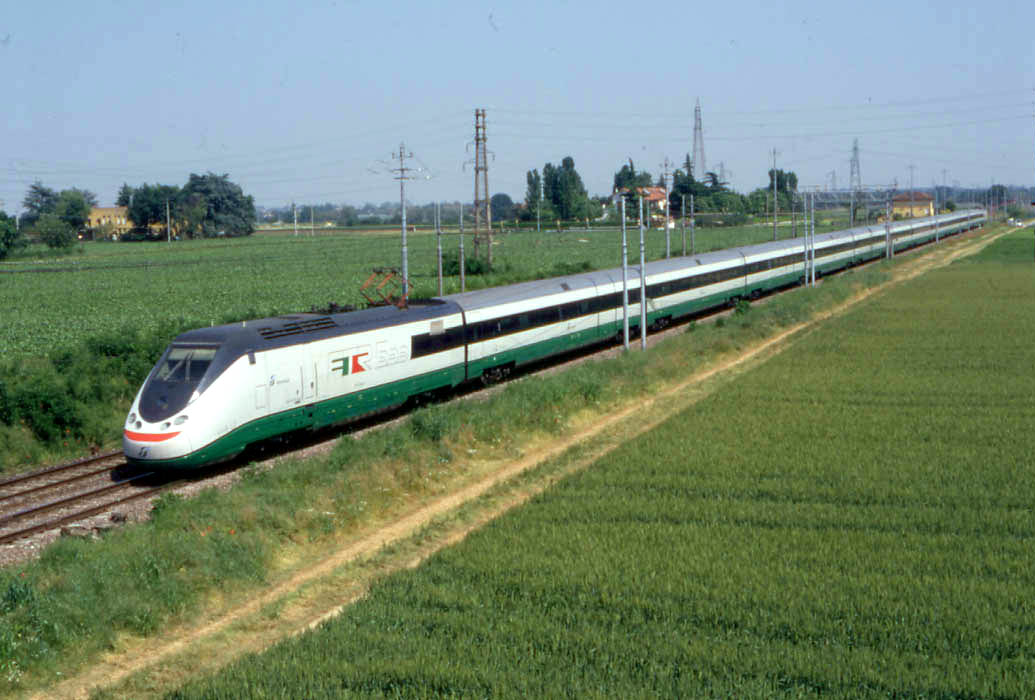
Utsidan

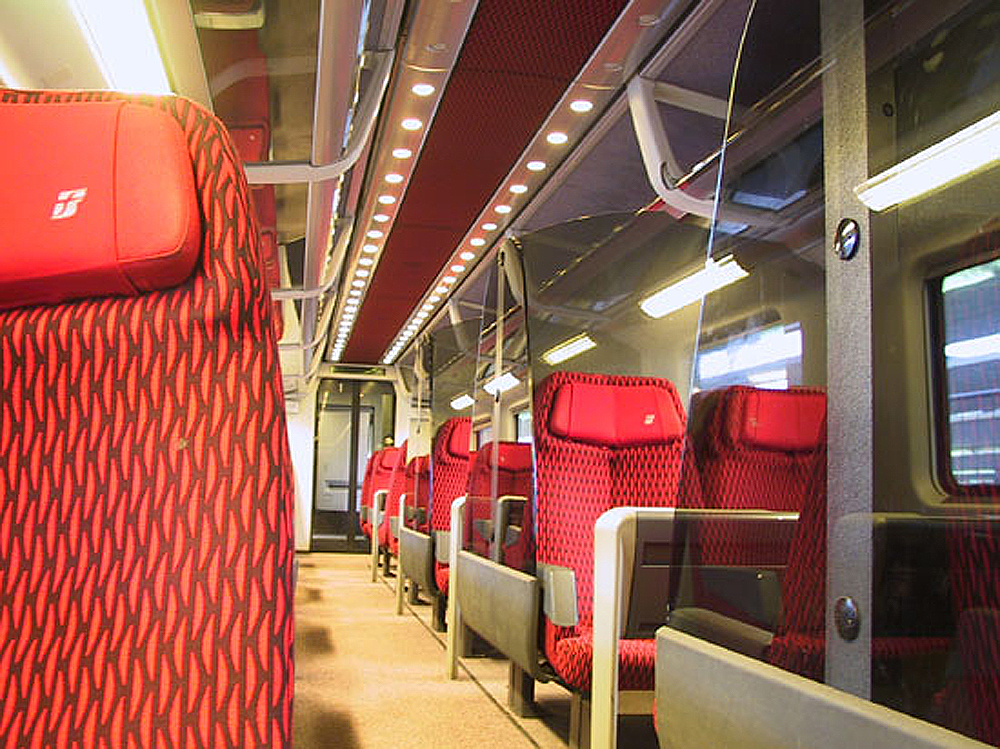
Insidan

Le Frecce (tidigare Eurostar Italia) är ett nätverk av italienska höghastighetståg och snabbtåg, som drivs av Trenitalia (ett stort italienskt järnvägsföretag), med mer än 130 dagliga avgångar .
Fram till december 2012 användes namnet Eurostar under licens från Iveco, som äger varumärket och använder namnet för en av sina lastbilar. Trots de identiska namnen finns det inte något samband mellan företagen.
Tre varumärken infördes för olika kategorier:
- Frecciarossa (Röda pilen) för höghastighetståg
- Frecciargento (Silverpilen) för tåg som går upp till 250 km/h
- Frecciabianca (Vita pilen) för tåg som går upp till 200 km/h.

## Tågen

### Frecciarossa
Frecciarossa-tågen, kända för sina höga hastigheter och komfort, trafikerar främst sträckan Turin–Milano–Reggio Emilia AV–Bologna–Florens–Rom–Neapel–Salerno. Vissa rutter har förlängts från Milano till Brescia och Bergamo, från Florens till Arezzo och Perugia, från Rom till Fiumicino flygplats eller till Caserta, Benevento, Foggia, Bari och Lecce, samt från Salerno till Reggio Calabria eller Potenza och Taranto.  
Dessa tåg når hastigheter upp till 360 km/h, vilket möjliggör snabba och frekventa förbindelser mellan Italiens största städer.

### Frecciargento
Frecciargento-tågen når hastigheter upp till 250 km/h och förbinder Rom med städer som Venedig, Verona, Bari/Lecce och Reggio Calabria via både höghastighets- och traditionella linjer.  
I maj 2022 meddelade Trenitalias VD, Luigi Corradi, att Frecciargento-varumärket skulle fasas ut från och med sommaren 2022, med tåg som integreras i Frecciarossa-tjänsten efter en omlackering.  
I november 2023 meddelades dock att vissa Frecciabianca-tjänster skulle uppgraderas till Frecciargento, vilket innebär att varumärket behålls tills vidare.

### Frecciabianca
Frecciabianca-tågen erbjuder höghastighetsförbindelser på traditionella linjer och når hastigheter upp till 200 km/h.  
Dessa tåg förbinder bland annat Milano med Venedig, Udine och Trieste, samt Rom med Genua och andra destinationer längs Adriatiska kusten.  
I november 2023 meddelades att vissa Frecciabianca-tjänster skulle uppgraderas till Frecciargento, vilket innebär förbättrade tjänster och högre hastigheter på dessa rutter.

## Linjerna
De linjer på vilka tågen färdas i högre hastigheter är Milano - Bologna - Florens - Rom - Neapel, Novara - Turin och Padua - Venedig.
Nya järnvägslinjer är under byggnad för hastigheter upp till 300 km/tim. De nya linjerna kommer att minska trängseln på befintliga linjer, och möjliggöra en bättre tidtabell mellan de största städerna. Linjer under konstruktion är bland annat Milano - Padua.

## Användning
Från och med juli 2006 trafikerar Eurostar Italia/Le Frecce följande linjer:

### En gång i timmen
- Milano-Bologna-Florens-Rom-Neapel

### Varannan timme
- Turin-Milano-Verona-Venedig
- Venedig-Bologna-Ancona-Bari
- Venedig-Bologna-Florens-Rom
- Reggio Calabria-Ancona-Rom

### Mindre trafikerade linjer
- Trieste-Venedig
- Udine, Venedig
- Bolzano-Bologna-Florens-Rom
- Turin-Florens-Rom-Neapel-Bari
- Savona-Genua-Pisa-Rom-Taranto